# Олга Хохлова
Олга Степановна Хохлова (на френски: Olga Ruiz Picasso, née Khoklova; 17 юни 1891 г., Нежин, Черниговска област, Украйна – 11 февруари 1955 г., Кан, Франция) е балерина от украински произход, по-известна като първата съпруга на Пабло Пикасо и майка на по-големия му син Паоло.

## Биография
Родена е в семейството на полковника от руската императорска армия Степан Хохлов и Лидия Зинченко в град Нежин (днешна Черниговска област, Украйна). Тя иска да стане балерина от момента, в който посещава Франция и вижда представление на мадам Шрьосонт. Става танцьорка в „Руския балет“ на Сергей Дягилев.
На 18 май 1917 година танцува на премиерата на балета „Парад“ в театър Шатле. Балетът е създаден от Сергей Дягилев, Ерик Сати и Жан Кокто, а Пабло Пикасо отговаря за костюмите и декорацията. Скоро след като се запознават, групата се отправя на турне в Южна Америка, а Олга отива с Пикасо в Барселона. Художникът я представя на семейството си. Майка му първоначално е разтревожена от решението на сина си да се ожени за чужденка, и затова художникът, заради майка си, рисува портрет на Хохлова в испанска носия. По-късно се връщат в Париж и започват съвместен живот в къща на улица „Бьоти“. Олга и Пикасо се женят на 18 юни 1918 година в православната катедрала „Александър Невски“. Жан Кокто и Макс Жакоб са им свидетели на сватбата.
През юли 1919 г. отиват в Лондон на новата премиерата на „Руски балет“ – балета „Треуголка“ (на испански: El Sombrero de tres Picos, на френски: Le Tricorne), за който Пикасо отново създава костюми и декори. Балетът е показан и в Алхамбра в Испания и има голям успех в Парижката опера през 1919 година. Семейство Пикасо е щастливо в брака си, двамата често участват в обществени мероприятия и се подвизават из висшите кръгове на Франция.
На 4 февруари 1921 г. Олга ражда сина си Паоло (Пол). От 1926 г. обаче отношенията на съпрузите започват бързо да се влошават. През 1927 г. Пикасо започва да се среща със 17-годишната французойка Мари-Терез Валтер. През 1935 г. Олга научава от приятел за тази връзка на съпруга си, а също и това, че Мари-Терез очаква дете. Дъщерята на Пикасо и Валтер е родена през 1935 година. Заедно с Паоло, Олга веднага напуска Пикасо, заминава за Южна Франция и подава молба за развод. Пикасо отказва да дели семейното имущество по равно, както е било уредено в предварително сключения между тях предбрачен договор, и затова Олга остава негова законна съпруга, докато умира. Олга Хохлова продължава да изпитва чувства към Пикасо и, според спомените на Франсоаз Жило (художничка, любовница на Пикасо), го е преследвала. Олга Хохлова умира от рак през 1955 г. в Кан и е погребана в местното гробище Гран Жас.
|  | Тази страница частично или изцяло представлява превод на страницата „Хохлова, Ольга Степановна“ в Уикипедия на руски. Оригиналният текст, както и този превод, са защитени от Лиценза „Криейтив Комънс – Признание – Споделяне на споделеното“, а за съдържание, създадено преди юни 2009 година – от Лиценза за свободна документация на ГНУ. Прегледайте историята на редакциите на оригиналната страница, както и на преводната страница, за да видите списъка на съавторите. ВАЖНО: Този шаблон се отнася единствено до авторските права върху съдържанието на статията. Добавянето му не отменя изискването да се посочват конкретни източници на твърденията, които да бъдат благонадеждни. |